# Михальов Андрій Олександрович
Андрій Олександрович Михальов (біл. Андрэй Аляксандравіч Міхалёў; 23 лютого 1978? м. Мінськ, СРСР) — білоруський хокеїст, центральний/лівий нападник. Виступає за «Динамо» (Мінськ) у Континентальній хокейній лізі. 

## Кар'єра
Вихованець хокейної школи «Юність» (Мінськ). Виступав за «Юність» (Мінськ), ХК «Герне», ХК «Байройт», ХК «Регенсбург», «Керамін» (Мінськ) «Динамо» (Мінськ).
У складі національної збірної Білорусі провів 105 матчів (17+17); учасник зимових Олімпійських ігор 2010 (4 матчі, 0+0), учасник чемпіонатів світу 2005, 2006, 2007, 2008, 2009, 2010, 2011 і 2012 (43 матчі, 5+4). У складі молодіжної збірної Білорусі учасник чемпіонату світу 1997 (група C). У складі юніорської збірної Білорусі учасник чемпіонату Європи 1995.

## Досягнення
- Чемпіон СЄХЛ (2003, 2004)
- Чемпіон Білорусі (2008), срібний призер (1999, 2003, 2004, 2005, 2007)
- Володар Кубка Білорусі (2002, 2008), фіналіст (2003, 2004-травень, 2006)
- Володар Кубка Шпенглера (2009).